# بروبارجيت
بروبارجيت (بالإنجليزية: Propargite)‏ (الاسم الكامل حسبَ الاتحاد الدولي للكيمياء البحتة والتطبيقية هو 2- (4-tert-butylphenoxy) cyclohexyl prop-2-yne-1-sulfonate أمّا الأسماء التجارية فهي غالبًا Mitex وOmite وComite) هو مبيد آفات يستخدم لقتل العث (مبيد للقراد). تتمثل أعراض التعرض المفرط في تهيج العين والجلد، وربما التحسس، وهو شديد السمية بالنسبة للبرمائيات والأسماك والعوالق الحيوانية، فضلًا عن احتمال تسببه في الإصابة بالسرطان.

## روابط خارجية
- Propargite in the Pesticide Properties DataBase (PPDB)